# Грант, Дункан
Дункан Грант (англ. Duncan Grant; 21 января 1885, Ротимарчус, Шотландия — 9 мая 1978) — шотландский художник, член группы Блумсбери, Нового английского художественного клуба и группы Кэмден Таун.
Дункан Грант родился в северной Шотландии, провёл детство в Индии, живопись изучал в лондонской Школе изящных искусств Слейд, а также в Париже и в Италии. Грант находился под творческим влиянием художника Роджера Фрая, вместе с которым работал. Кроме портретной и пейзажной живописи, художник занимался также художественной керамикой, росписью тканей и театральным дизайном. В 1920-х годах, также как и Стэнли Спенсер, Пол Нэш и Марк Гретлер, состоял в Новом английском художественном клубе.
Будучи близким родственником (двоюродным братом) психоаналитика Джеймса и литератора и историка Литтона Стрейчи, при их посредстве Грант входил в круг членов влиятельной группы Блумсбери, где он близко сошелся с поэтом Рупертом Бруком и альпинистом Джорджем Мэллори. У Гранта были любовные отношения с экономистом Джоном Кейнсом и художником Дэвидом Гарнеттом. Перед Первой мировой войной, несмотря на свою гомосексуальность, Грант сошелся с художницей Ванессой Белл, сестрой английской писательницы Вирджинии Вулф. В 1916 году они сняли дом в Чарльстоне, Суссекс, где создали для себя художественную мастерскую. В 1918 у Ванессы от Гранта родилась дочь Ангелика, однако сексуальная жизнь между ней и Дунканом завершилась ещё до рождения дочери. Тем не менее, эта пара продолжала жить вместе вплоть до смерти Ванессы в 1961 году (что совершенно не мешало Дункану увлекаться мужчинами в течение всего этого времени).
Дункан Грант похоронен рядом с Ванессой Белл на кладбище при церкви святого Петра в Фирле, графство Восточный Суссекс.